# Capitulació de Peralada
La Capitulació de Peralada és un tractat que es va firmar entre els representants del vescomte Jofre VII de Rocabertí i els de Joan II per tal de posar fi a la lluita que tenien en el marc de la Guerra Civil Catalana. Aquest tractat es va signar el 19 maig de 1472.

## Antecedents
La mort del lloctinent Joan de Lorena havia deixat en un mal pas els rebels a Joan II, que cada vegada controlaven menys territori. Potser un dels més importants era l'Empordà (juntament amb Barcelona), amb un bon nombre de castells que encara li eren rebels i que representaven un punt de pas important per a les tropes angevines de Renat d'Anjou. Amb el propòsit de barrar el pas i de conquerir definitivament el nord de Catalunya Joan II i els seus capitans van llançar una forta ofensiva per tal de reduir l'Empordà a la seva obediència durant l'hivern de 1472.
La campanya era tot un èxit i anava estrenyent el cercle a un dels estats feudals que més s'havia oposat al rei Joan, el vescomtat de Rocabertí, amb Peralada al capdavant. Així que van posar setge sobre aquesta vila i malgrat que el dia 4 d'abril foren sorpresos i derrotats pels francesos, aquesta victòria va ser més aparatosa que real. El que feia falta, més que un setge, era arribar un acord amb els representants del vescomte Jofre, que estava empresonat a Xàtiva des de la derrota a la batalla de Calaf, el 1465.

## Acords
El punt principal de l'acord, dels 43 de què és compost, era l'alliberament de vescomte de Rocabertí i la restitució dels seus llocs, així com del perdó general per tots els seus actes contra el rei. Aquest punt, no només afectava al vescomte sinó que també era vàlid per a tots els seus fidels: la seva esposa Joana de So i de Castro; el seu germà, Dalmau Climent de Rocabertí; l'abat de Sant Quirze de Colera, Galceran de Montpalau Samasó; el germà d'aquest, Guillem de Montpalau, senyor d'Argelaguer; Galceran de Vilafreser, i Martí Agullana.
L'alliberament del vescomte s'havia de fer en un termini de 30 a 40 dies i no es podia demanar per a ell cap mena de rescat ni paga de manutenció. Per altra banda, també es van aconseguir que es dotés de la primera comanda de l'Orde de Sant Joan de Jerusalem lliure per al fill del vescomte de nom Joan i per a un altre fill de nom Guillem Ramon una canongia de la catedral de Girona.
La capitulació també esmenta molts altres assumptes particulars, però en general és un tractat molt avantatjós per al vescomtat i la gent de Peralada per passar a l'obediència reial.

## Conseqüències
Amb la Capitulació de Peralada s'obria el camí per a la conquesta total de l'Empordà per part de les forces reialistes, i així fou. El rei es va instal·lar a la vila i des d'allà va organitzar les seves forces per reduir les terres del voltant i sobretot controlar els passos per les Alberes.

## Documentació
La Capitulació de Peralada es conserva a l'Arxiu de la Corona d'Aragó de Barcelona, en els Registres de Cancelleria, número 3455 al foli 175v. És un document que ha estat transcrit en diverses obres des de llavors.